# Helga Königsdorf
Helga Königsdorf (Helga Bunke de casada) (Gera, 3 de julio de 1938-Berlín, 4 de mayo de 2014) fue una escritora y matemática alemana.

## Vida
Después de su doctorado en 1963 por su trabajo De la estabilidad de sistemas de ecuaciones diferenciales estocásticas y de su habilitación en 1972, fue profesora de matemáticas en la academia de ciencias de Berlín Este entre los años 1974 y 1990, cuando fue nombrada prematuramente profesora emérita. Publicó su primer relato en la República Democrática Alemana en el año 1978. Muchos de sus relatos trataban sobre la actividad científica en la RDA.
Fue miembro del PEN Club Internacional de Alemania. Como matemática publicó bajo el nombre Helga Bunke. Durante treinta años padeció la enfermedad de Parkinson.

## Familia
Estuvo casada con el matemático Olaf Bunke y su hijo común, Ulrich Bunke, también es matemático. Su cuñada fue la alemano-argentina Tamara Bunke, defensora del socialismo revolucionario.

## Trabajo
Junto con Christa Wolf, Brigitte Reimann y Maxie Wander trabajó por los derechos de las mujeres en la RDA durante las décadas de 1970 y 1980. Después de la reunificación de Alemania trató en sus ensayos sobre la historia de la RDA.

## Obra

### Literatura
- Meine ungehörigen Träume (1978)
- Der Lauf der Dinge (1982)
- Respektloser Umgang (1986)
- Lichtverhältnisse (1988)
- Ungelegener Befund (1990)
- Adieu DDR (1990)
- Gleich neben Afrika (1992)
- Im Schatten des Regenbogens (1993)
- Über die unverzügliche Rettung der Welt (1994)
- Die Entsorgung der Großmutter (1997)
- Landschaft in wechselndem Licht (2002)

### Matemáticas
- Gewöhnliche Differentialgleichungen mit zufälligen Parametern (1972)
- Statistical methods of model building (1986, junto con Olaf Bunke)
- Nonlinear regression, functional relations and robust methods (1989, junto con Olaf Bunke)

## Premios
- 1985 Premio Heinrich Mann[3]
- 1992 Premio Roswitha[4]